# Sankt Georgen bei Obernberg am Inn
Sankt Georgen bei Obernberg am Inn är en ort och kommun i Österrike. Den ligger i distriktet Ried im Innkreis i förbundslandet Oberösterreich, 220 kilometer väster om huvudstaden Wien. 
Kommunen består av 13 orter (Ortschaften) (inom parentes invånarantal 1 januari 2024):

- Dietraching (17)
- Grub (16)
- Hofing (29)
- Hub (68)
- Krautsdorf (17)
- Niederweilbach (27)
- Nonsbach (40)
- Oberaichet (61)
- Pischelsdorf (85)
- Röfl (20)
- Sankt Georgen bei Obernberg am Inn (120)
- Ulrichstal (15)
- Wimm (29)